# Rhadinosuchus
Rhadinosuchus is een geslacht van uitgestorven proterochampside archosauriforme reptielen uit het Laat-Trias. Het is alleen bekend van de typesoort Rhadinosuchus gracilis. Het fossiel omvat een onvolledige schedel en fragmenten van postcraniaal materiaal. Hosffstetter (1955), Kuhn (1966), Reig (1970) en Bonaparte (1971) veronderstelden dat het synoniem is met Cerritosaurus, maar andere kenmerken suggereren dat het dichter bij Chanaresuchus en Gualosuchus ligt, terwijl het zeker verschilt van Proterochampsa en Barberenachampsa. Het kleine formaat geeft aan dat het een juveniel dier is, waardoor het moeilijk te classificeren is.

## Ontdekkingsgeschiedenis en naamgeving
Het fossiel werd verzameld in de Sanga 6-vindplaats (onderdeel van de Santa Maria-formatie), in Santa Maria, Paleorrota in Brazilië. Het werd verzameld door Friedrich von Huene in 1938. Von Huene benoemde in 1942 de typesoort Rhadinosuchus gracilis. De geslachtsnaam betekent 'de buigzame krokodil'. De soortaanduiding betekent 'de lichtgebouwde'.
Het holotype is BSPG AS XXV 50, een gedeeltelijk skelet met schedel. Het bevindt zich in München, Duitsland. Het omvat een rechtersnuit, ruggenwervels, buikribben en een middenvoetsbeentje.

## Beschrijving

### Schedel
De schedel van Rhadinosuchus had een geschatte lengte van elf centimeter, met ontbrekende delen gereconstrueerd op basis van de verwante Chanaresuchus. Het leek over het algemeen erg op de schedels van Chanaresuchus en Gualosuchus. De premaxilla (een getand bot aan het uiteinde van de snuit) was lang, laag en enigszins naar beneden gericht, hoewel de tandenrij te slecht bewaard is gebleven om het aantal aanwezige tanden te schatten. Het bovenkaaksbeen (een tanddragend bot aan de zijkant van de snuit) was ook een erg langwerpig bot. Het bovenkaaksbeen had een lange anterieure processus (voorwaartse tak), een korte en taps toelopende opgaande tak en een lange en taps toelopende horizontale processus (achterste tak). Het oppervlak van het voorste uitsteeksel heeft een uniek uitpuilend gebied, hoewel dit mogelijk het gevolg is van schade aan het bot. Het bovenste gedeelte van het bovenkaaksbeen gaat abrupt over tussen een verticaal georiënteerd buitenoppervlak en een horizontaal georiënteerd bovenoppervlak, en deze abrupte overgang is verder alleen aanwezig bij Chanaresuchus en Gualosuchus. Tussen de opgaande en horizontale uitsteeksels heeft de schedel een groot en rechthoekig gat dat bekend staat als een fenestra antorbitalis. De onderste voorhoek van dit gat heeft een dunne komvormige (door een fossa antorbitalis) rand door een richel op beide uitsteeksels. Rhadinosuchus is praktisch uniek onder proterochampsiden vanwege het bezit van een fossa antorbitalis op beide uitsteeksels; de meeste andere proterochampsiden (en niet-archosauriër archosauriformen in het algemeen) hebben het alleen op het stijgende uitsteeksel, niet het horizontale uitsteeksel. Er kunnen acht of negen tanden in het bovenkaaksbeen hebben gestaan, hoewel een precieze telling onzeker is. Geconserveerde tanden waren typerend voor andere archosauriformes, omdat ze gebogen, gekarteld en in diepe tandkassen waren geplaatst.
Het neusbeen (een plaatachtig bot dat de bovenrand van de snuit vormt) is lang en dun. Het werd getextureerd door verschillende longitudinale richels die samenkomen op een punt nabij de achterkant van het bot, zoals bij Chanaresuchus, Gualosuchus en Pseudochampsa. De voorkant van het neusbeen vormt het grootste deel van de rand van de neusgaten, die naar boven gericht waren. Een lange groef die bekend staat als een fossa narialis strekte zich uit vanaf de achterrand van de neusgaten, zoals bij andere proterochampsiden. Het traanbeen (een L-vormig bot in de achterste bovenhoek van de fenestra antorbitalis) had een grote antorbital fossa, vergelijkbaar met Chanaresuchus maar in tegenstelling tot andere proterochampsiden. Het had ook een dikke kam die zich uitstrekte van de bovenrand langs de onderste tak. Het voorhoofdsbeen (een plaatachtig bot boven de ogen) was fragmentarisch, terwijl het jukbeen erg dun was, het meest vergelijkbaar met dat van Tropidosuchus onder de proterochampsiden. Het quadratojugale (een L-vormig bot in de achterste benedenhoek van de schedel) had een inkeping aan de top zoals bij Chanaresuchus en Gualosuchus, hoewel de inkeping kleiner was dan in deze twee taxa. Een bot bewaard in de buurt van het quadratojugale werd oorspronkelijk geïdentificeerd als een quadratum, hoewel het niet sterk lijkt op andere proterochampside quadrata.
Bewaarde delen van de hersenpan waren over het algemeen vergelijkbaar met die van andere geavanceerde archosauriformen. Er waren echter een paar gaten voor de uitgang van de nervus hypoglossus, zoals bij Proterochampsa, maar in tegenstelling tot doswelliiden, die slechts één groot gat hebben. De onderkaak was erg lang en slank, hoewel het achterste gedeelte niet bewaard was gebleven. Het was recht en de buitenste en onderste oppervlakken ontmoeten elkaar in een abrupte rechte hoek, mogelijk gerelateerd aan de even abrupte overgang op de snuit. De voorste punt van de kaak heeft een grote put, die autapomorf (uniek) is voor Rhadinosuchus in vergelijking met andere archosauriformen. Bovendien had Rhadinosuchus een groter aantal tanden in het dentarium (23) in vergelijking met andere proterochampsiden (15-18), maar minder dan Doswellia (35). De tanden waren vergelijkbaar met die van het bovenkaaksbeen, behalve dat ze niet gekarteld waren.

### Postcrania
Versteend materiaal van de rest van het lichaam is veel schaarser dan dat van de schedel. Een mogelijke draaier is bevestigd aan de achterkant van de schedel. Een centrum (hoofdspoelvormig onderdeel) van een wervel verderop in de nek is ook bewaard gebleven. Dit centrum was lang en laag, met een kiel aan de onderrand en geen tekenen van afgeschuinde facetten voor intercentra. In deze kenmerken lijkt het over het algemeen op de halswervels van andere Proterochampsia. Een fragment van een nekrib werd bewaard, evenals verschillende dunne en licht gebogen gastralia. Een zandlopervormig middenvoetsbeentje werd ook bewaard. Het was groot en robuust, zeer vergelijkbaar met het tweede middenvoetsbeentje van Chanaresuchus, wat betekent dat het waarschijnlijk het tweede middenvoetsbeentje was. Er waren ook een paar dikke, rechthoekige osteodermen (beenplaten) aanwezig in het specimen. Ze hebben misschien een enkele rij gevormd langs de middenlijn van de rug van het dier (gebaseerd op andere proterochampsiden), maar deze interpretatie kan niet worden bevestigd of weerlegd in Rhadinosuchus, omdat ze werden verplaatst van de rest van de botten.